# Morto Troisi, viva Troisi!
Morto Troisi, viva Troisi! è un film per la televisione, realizzato dall'attore e regista Massimo Troisi nel 1982, con la collaborazione di Anna Pavignano e Lello Arena. È un finto reportage sulla morte del comico napoletano (che, nella realtà, scomparirà dodici anni dopo l'uscita del film, all'età di soli 41 anni, a causa dei problemi cardiaci di cui soffriva fin da bambino), con tanto di funzione ed interviste biografiche. 
Il film fu trasmesso il 21 gennaio 1982 durante una puntata speciale della serie di Rai Tre Che fai... ridi?, dedicata ai comici italiani, e fu riproposto sulla stessa rete il 4 giugno 1994, giorno della morte dell'attore.

## Trama
Un'edizione straordinaria del telegiornale annuncia la morte dell'attore e comico napoletano Massimo Troisi. Nella camera ardente, il defunto riceve l'estremo saluto di numerosi personaggi reali o immaginari noti al grande pubblico, in ordine di apparizione: Gianni Boncompagni, Rosanna Vaudetti, Fabrizio Zampa, Nadia Cassini, Pippo Caruso, Pippo Franco, Pippo, Maria Giovanna Elmi, il pappagallo Portobello, Riccardo Cocciante, Lory Del Santo, Piera Rolandi, Gian Piero Galeazzi, Jocelyn, Mario Pastore e il cane Lassie. Tutti gli amici vecchi e nuovi, tra cui Lello Arena, Renzo Arbore, Roberto Benigni, Marco Messeri, Carlo Verdone, Maurizio Nichetti, raccontano i pregi dello scomparso, ma soprattutto si dilungano sui suoi difetti.
In particolare, è il personaggio interpretato da Benigni che, nascosto dietro ad un finestrone con vetro opaco, confidando nell'anonimato si scaglia pesantemente contro i presunti eccessi di Massimo. Quando il vetro si frantuma, Benigni si vede scoperto e abbandona pavidamente la scena. Personaggio chiave del reportage sembrerebbe essere Lello Arena, il quale, in veste di angelo custode del defunto, è ripetutamente incalzato dallo speaker che gli rinfaccia: «Lei avrebbe potuto fare qualcosa...!». Spazientito, l'angelo non riesce a far funzionare le ali per sottrarsi all'intervista, e replica con difficoltà alle domande, sostenendo a più riprese che «Non si poteva fa' niente...» e che, nonostante i suoi accorati appelli, Troisi continuava a passare il tempo sempre nel solito modo, ovvero «Se stava a sderena', co' tutti 'i sbrucellati!».
Il film termina all'interno della Casa di Riposo Artisti Massimo Troisi, con Benigni, Nichetti, Arbore e Verdone che giocano a carte. Verdone, in carrozzella, molto contrito, ringrazia sentitamente l'amico scomparso, e ne onora la memoria soprattutto per il lascito che finanzia la loro permanenza nell'ospizio: «Noi qui stiamo bene...». Qualche difficoltà per Arbore, il cui vecchietto è molto duro d'orecchio, fino ad irritare i tre sodali. Lapidario, comunque, il suo commento: «Massimo mi piaceva molto più da vivo. Adesso... uhmmmm», dice scuotendo la testa.